# 前趙

前趙
漢→趙

前趙の領域。

前趙（ぜんちょう、拼音：Qiánzhào、304年 - 329年）は、中国の五胡十六国時代に存在した国。建国者は劉淵。当初の国号は漢であり、劉曜の時代に趙に改めたため、漢趙、また劉趙とも呼ばれる。また、匈奴によって建国された国家であるため、劉曜による国号改名以前を匈奴漢と呼ぶ研究者もいる。同時代に石勒が同じ趙を国号とした国を建てているので、劉淵の趙を前趙、石勒の趙を後趙と呼んで区別している。

## 歴史

### 建国期
三国時代の魏は匈奴や鮮卑などの周辺民族を傭兵として雇い入れていた。後漢末期に服属した南匈奴の単于の末裔である劉淵は、西晋から匈奴の五部大都督に任じられていた。
西晋では290年4月に司馬炎（武帝）が崩御すると皇族による内紛、いわゆる八王の乱が起こり、劉淵は匈奴の兵力を利用しようとした成都王司馬穎により鄴に留められて寧朔将軍・輔国将軍・冠軍将軍に任命された。しかし八王の乱が激化すると匈奴内部では自立を図る声が大きくなり、劉淵の従祖父である劉宣は劉淵を大単于に推戴した。司馬穎は鮮卑や烏桓を動かして対立していた東海王司馬越・東嬴公司馬騰兄弟や安北将軍王浚に対抗するため、304年8月に劉淵を山西に戻したが、間もなく劉淵は離石で大単于を称して自立した。司馬穎が司馬越らに敗れて洛陽に逃れると、10月には漢王を自称し、独自の元号を建てて事実上独立し、漢（前趙）を建国した。国号を漢としたのは、劉淵の祖と漢室の婚姻関係により、また三国時代の蜀の最後の皇帝劉禅に孝懐皇帝と追尊して、さらに前漢の高祖劉邦らの神主を祭って自ら前漢・後漢・蜀漢の後継者と称し、直接的には劉禅の後継者と称した。

### 劉淵から劉聡へ
劉淵は子の劉聡・親族の劉曜を従えて司馬騰を破り、河東地域を占領した。この勢力拡大の過程で羯族の石勒や漢民族の名族の王弥・劉霊などを従えて并州を攻略するだけではなく有能な人材も手に入れている。308年10月には蒲子において劉淵は皇帝に即位し、309年1月には平陽に遷都した。劉淵は西晋を滅ぼすべく洛陽に何度も攻め入った。だが306年12月に西晋も東海王司馬越の下で懐帝が擁立されて八王の乱は平定されており、漢軍は劉聡を中心にして西晋を攻撃したが、その都度司馬越に敗れて勢力拡大を阻まれていた。
310年6月に劉淵が病死し、長男の劉和が継いだ。だが、暴君の劉和には人望が無く兄弟を排除して地位の安定を図ったため、7月に弟の楚王劉聡が謀反を起こし、劉和は母方の叔父の呼延攸と共に劉聡と内通した部下によって殺された。

### 華北の覇者
劉聡は西晋を滅ぼすべく、現在の河北省・山東省方面の経略に力を注いだ。311年になると西晋内部では懐帝と司馬越が対立し、遂に懐帝は司馬越討伐の勅命を発するに至り、司馬越は逃亡先で間もなく憂憤の内に病死。この混乱の隙を突いて配下の石勒は司馬越軍10万余を殺害し、西晋の抵抗力と統治力を完全に破壊した。そして6月、劉聡は劉曜・王弥・石勒に命じて洛陽を陥落させて宮殿や宗廟を焼き払い、3万人以上を殺し、懐帝を捕らえて平陽に連行し、西晋を実質的に滅ぼした（永嘉の乱）。この直後に劉聡は王弥と対立したが、王弥は石勒に殺害された。
西晋の残党は懐帝の甥の愍帝を擁立してなおも漢に抵抗していたが、劉聡は劉曜に命じて長安を攻撃させ、316年11月に長安は陥落して愍帝は平陽に拉致され、317年12月に劉聡は処刑して西晋を完全に滅ぼした。こうして漢は華北の主要地域を支配下に置く覇者となった。なお、これ以降は五胡十六国時代と呼ばれ、生き残った晋の皇族は東晋を建てた。

### 異常事態
華北の覇者となった劉聡であるが、華北全土を統一していたわけではなかった。河北にはまだ劉琨や王浚ら西晋の残党や前涼が割拠していたからである。これらの内、劉琨や王浚は石勒により平定され、今度は石勒の権力が漢内部で強大化するようになった。また、劉聡は華北の覇者になった頃から酒と女に溺れ出し、かつての英明さを失いだした。その一例が皇后鼎立一件に現れた（詳しくは後述）。劉聡は皇后の呼延氏が死去すると、複数の皇后を取り立てて後宮を拡大するなどしたため、外戚や宦官の政治介入を招いて乱脈政治を横行させ、同時期に起こった平陽方面の飢饉も漢の衰退を助長した。
318年7月に劉聡が死去すると、子の劉粲が跡を継ぐが、8月に外戚の靳準が反乱を起こして劉粲を殺害し、さらに平陽にいた劉氏一族をも殺害した上で、靳準は漢天王を自称して東晋に投降を申し入れた事により、漢はいったん滅亡した。

### 劉曜の再興と挫折
318年10月、漢の相国・都督中外諸軍事として長安に駐屯していた劉曜は、蒲坂で皇帝に即位し、漢を再興した。12月には石勒と協力して平陽の靳準を滅ぼし、長安に遷都して国号を趙と変更した。この際、石勒は趙公に封ぜられたが、319年11月に自立し襄国で大単于・趙王を称して後趙を建国した。このため、華北は西に劉曜の前趙、東に石勒の後趙が二分して争う事態となった。
劉曜は北や西に割拠する前涼や前仇池に対して勢力を拡大して後趙に対抗したが、後趙は石勒の下で急速に国力を増強し、次第に押されるようになる。328年7月、劉曜は後趙の攻撃を撃退し、洛陽を奪回するために親征した。これに対して後趙も石勒自らが迎撃し、双方10万を超える大軍で激戦を繰り広げたが、劉曜は敗れて石勒の従子の石虎に捕らえられ、処刑された。

### 滅亡
劉曜の死後、皇太子の劉煕が跡を継いだ。しかし後趙に攻められて長安を放棄して西に逃亡する。329年9月、上邽において石虎に殺され、前趙は完全に滅亡した。

## 統治機関
劉淵は皇帝に即位すると同時に大司馬・大司空・大司徒・相国・御史大夫・太尉などの中国王朝官制を整備した。
314年、劉聡の時代には国土の大幅な拡大もあって官職の整理が行なわれ、漢族に対しては左右司隷を設置して20数万戸を統括し、五胡に対しては単于左右輔を置いてそれぞれ10万落を統括させた。これは以前から行われていた次期皇帝予定者を大単于とする制度とともに、五胡と漢族両世界に目を配った二重統治体制あるいは民族分治であり、それまでの中国王朝や遊牧国家には見られない画期的な新体制で以後の王朝のモデルにもなった。しかし劉聡の晩年、皇后が死去すると漢人名族の劉胤の娘2人と孫娘4人を貴人に取り立て、さらに上左右の3皇后制度を制定し、さらに靳準の娘を上皇后・右皇后に取り立てて後宮の拡大を行ない、遂には3人の皇后の他に皇后の璽綬を持つ者が7人にも及ぶという異常事態となり、かつての前漢・後漢・蜀漢のように外戚や宦官の政治介入を招いて国家の衰亡を招いた。
劉曜の時期には漢の国号を廃してかつての民族性を取り戻すため、冒頓単于を天に配して匈奴民族主義の強化を図った。ただし劉曜は漢人の文化にも理解を示し、大学・小学を建て、国子祭酒・崇文祭酒を設置して漢人文化の吸収にも務めた。
なお、前趙の実態について、国家の内部に臣従関係にはあるものの実質においては前趙の協力者に過ぎない独立勢力（石勒・王弥・曹嶷ら）を抱えたままの緩やかな連合国家であり、石勒らが中央の統制下に服したことはなかった（ただし、前趙からは中央の官僚と同じ官爵を授けられているため、統制下にあると誤認されやすい）とする研究もある。

## 前趙の歴代皇帝
- 劉淵（在位：304年 - 308年） - 「漢王」を自称。

1. 高祖光文帝（劉淵、在位：308年 - 310年） - 皇帝と称する。
2. 梁王（劉和、在位：310年）
3. 烈宗昭武帝（劉聡、在位：310年 - 318年）
4. 少主隠帝（劉粲、在位：318年）
5. 趙帝（劉曜、在位：318年 - 329年） - 国号を趙と改める。
6. 末主（劉煕、在位：329年）

## 元号
1. 元熙（304年 - 308年）
2. 永鳳（308年）
3. 河瑞（309年 - 310年）
4. 光興（310年 - 311年）
5. 嘉平（311年 - 315年）
6. 建元（315年 - 316年）
7. 麟嘉（316年 - 318年）
8. 漢昌（318年）
9. 光初（318年 - 329年）

### 引用元
1. 1 2 3 4 5 6 7 8 9 10 11 12  三崎『五胡十六国、中国史上の民族大移動』、P60
2. ↑  小野響「後趙建国前夜―匈奴漢国家体制試論」『立命館東洋史学』41号（2018年）、改題所収「後趙における君主権力の確立」小野『後趙史の研究』汲古書院（2020年） 2020年、P25-26.
3. 1 2 3  三崎『五胡十六国、中国史上の民族大移動』、P57
4. 1 2 3 4 5 6 7  三崎『五胡十六国、中国史上の民族大移動』、P58
5. 1 2 3  三崎『五胡十六国、中国史上の民族大移動』、P48
6. 1 2 3 4 5 6 7 8  三崎『五胡十六国、中国史上の民族大移動』、P59
7. ↑  三崎『五胡十六国、中国史上の民族大移動』、P49
8. 1 2 3 4 5 6  三崎『五胡十六国、中国史上の民族大移動』、P61
9. ↑  三崎『五胡十六国、中国史上の民族大移動』、P65
10. ↑  小野響「後趙建国前夜―匈奴漢国家体制試論」『立命館東洋史学』41号（2018年）、改題所収「後趙における君主権力の確立」小野『後趙史の研究』汲古書院（2020年） 2020年、P40-44.